# Calendrier julien
Ne doit pas être confondu avec Jour julien.
Le calendrier julien est un calendrier solaire utilisé dans la Rome antique, introduit par Jules César en 46 av. J.-C. pour remplacer le calendrier romain républicain. Il a été employé en Europe jusqu'à son remplacement par le calendrier grégorien à la fin du XVIe siècle. Il reste utilisé dans la communauté monastique du mont Athos, ainsi que par cinq Églises orthodoxes : les Églises orthodoxes de Jérusalem, de Russie, de Géorgie, de Serbie, d'Ukraine (uniquement l’Église orthodoxe ukrainienne rattachée au Patriarcat de Moscou), deux Églises orthodoxes non reconnues par le synode (les Églises orthodoxes de Macédoine et du Monténégro), et marginalement par plusieurs régions du Maghreb, surtout Berbères, en Afrique du Nord, et dans le calendrier rûmi en Turquie. 
| Calendrier | Aujourd'hui     |
| ---------- | --------------- |
| Grégorien  | 24 juillet 2025 |
| Julien     | 11 juillet 2025 |

Le calendrier julien est parfois signalé par l'appellation ancien style (a.s.) ou vieux style.
Les calendriers copte et éthiopien utilisent la même période d'intercalation de jour que le calendrier julien : un jour supplémentaire tous les quatre ans. La correspondance entre chaque date de ces calendriers et les dates du calendrier julien sur un cycle de quatre ans est donc constante.

## Le calendrier romain
Après avoir primitivement utilisé un calendrier de 10, puis de 12 mois lunaires, les Romains, vers 450 av. J.-C., adoptèrent un calendrier de 355 jours, comprenant 12 mois de 29 ou 31 jours (à l'exception de février qui en comprenait 28). Ce calendrier pré-julien, dit « de Numa » ou « de Tarquin », était approximativement lunaire, mais se décalait de 2/3 jour par an par rapport aux lunaisons. Il était en revanche trop court de 10 jours pour suivre l'année solaire.
Les Romains décidèrent donc d'ajouter un mois, alternativement de 22 ou 23 jours, tous les deux ans. Ce calendrier alternait ainsi des années communes de 355 jours et des années de 377 ou 378 jours. Il resta en vigueur jusqu'aux dernières années de la République, et Jules César y mit fin en 45 av. J.-C.,,.
La composition d'une année commune était :
| I     | Martius    | mars      | 31 jours  |
| II    | Aprilis    | avril     | 29 jours  |
| III   | Maius      | mai       | 31 jours  |
| IV    | Junius     | juin      | 29 jours  |
| V     | Quintilis  | juillet   | 31 jours  |
| VI    | Sextilis   | août      | 29 jours  |
| VII   | September  | septembre | 29 jours  |
| VIII  | October    | octobre   | 31 jours  |
| IX    | November   | novembre  | 29 jours  |
| X     | December   | décembre  | 29 jours  |
| XI    | Ianuarius  | janvier   | 29 jours  |
| XII   | Februarius | février   | 28 jours  |
| TOTAL |            |           | 355 jours |

L'année commençait en mars et les mois de septembre, octobre, novembre et décembre portaient un nom conforme à leur rang (septième, huitième, neuvième et dixième). Ainsi les mois avaient tous un nombre impair de jours, les nombres pairs étant tenus pour néfastes par les Romains, sauf février, le mois des morts. Le mois intercalaire, nommé mensis intercalaris, était curieusement entièrement placé entre le 23 et le 24 février et il était intercalé tous les deux ans. Il était également appelé Mercedonius parce que les mercenaires recevaient leurs salaires (en latin : merces) à ce moment-là. Selon les sources, on considère parfois que les derniers jours de février s'ajoutaient aux 22 ou 23 jours insérés pour former le mois Mercedonius, le mois de février étant alors tronqué de quelques jours,.
Ainsi les années comptaient les nombres de jours suivants :
| Type d'année        | Intercalation                 | Nombre de jours |
| ------------------- | ----------------------------- | --------------- |
| Normale             | Aucune                        | 355 jours       |
| Intercalaire longue | Mois intercalaire de 23 jours | 378 jours       |
| Normale             | Aucune                        | 355 jours       |
| Intercalaire courte | Mois intercalaire de 22 jours | 377 jours       |

Ce calendrier n'est cependant pas en accord avec le Soleil puisqu'il donne une année moyenne de 366,25 jours [(355 + 378 + 355 + 377) / 4], soit environ un jour de plus que l'année tropique. La durée moyenne des mois était de 29,59 jours, assez proche de la durée d'une lunaison (intervalle entre deux pleines lunes), soit 29,53 jours. Les semaines dites nundinae (Nundines) duraient alors huit jours.
Selon Censorin et Macrobe, ce cycle d'intercalation était le meilleur possible. Macrobe décrit un raffinement, pour une période de huit ans tous les 24 ans, ne comprenant que trois années intercalaires, toutes de 377 jours. Ce principe permettait de ramener la longueur moyenne de l'année calendaire à 365,25 jours sur 24 ans, proche de l'année tropique.

## Motifs de la réforme julienne
En pratique, le système n'était pas appliqué rigoureusement ; les intercalations étaient effectuées de façon hasardeuse ; celles-ci étaient déterminées par les prêtres responsables du calendrier, ordonnées par les pontifes et appliquées par les consuls. Négligence, concussion aussi (le calendrier déterminait les dates de résolution des crédits, d'exigibilité des loyers, etc.), les documents montrent qu'elles furent très irrégulières, parfois omises plusieurs années de suite et, à l'occasion, mises en œuvre plusieurs années consécutives. Lorsqu'il était utilisé correctement, ce système permettait à l'année romaine de rester grossièrement alignée sur l'année tropique. Cependant, lorsque trop d'intercalations furent omises, comme lors de la deuxième guerre punique ou des guerres civiles romaines, le calendrier se décala rapidement. De plus, comme les intercalations étaient déterminées assez tardivement, un citoyen romain ordinaire ne connaissait pas la date officielle, particulièrement s'il se trouvait loin de Rome. Ainsi, le calendrier devint peu à peu incompréhensible ; les années précédant la réforme julienne furent appelées les « années de la confusion ». Pendant les années où Jules César exerça la charge de pontifex maximus, avant la réforme, entre 63 av. J.-C. et 46 av. J.-C., seules cinq intercalations furent pratiquées au lieu de huit, et entre 51 av. J.-C. et 46 av. J.-C., aucune ne se produisit.
La réforme julienne avait donc pour objet de corriger définitivement ces défauts en créant un calendrier qui resterait de façon simple en correspondance avec le Soleil, sans intervention particulière.

## Description de la réforme julienne
En tant que pontifex maximus, Jules César avait la charge de fixer le calendrier. La réforme julienne fut introduite à son initiative en 46 av. J.-C. (708 depuis la fondation de la Ville (Rome), ab Urbe condita, AUC) et entra en application en 45 av. J.-C. (709 AUC). Elle fut établie après consultation de l'astronome Sosigène d'Alexandrie et probablement conçue pour approcher l'année tropique, déterminée depuis au moins Hipparque.

### Alignement du calendrier avec le Soleil
La première étape de la réforme fut le réalignement du début de l'année romaine avec l'année tropique. Du fait des intercalations absentes, le calendrier romain avait pris 90 jours d'avance. L'année 46 av. J.-C. dura donc 445 jours, elle est appelée année de confusion. Cette année avait déjà été étendue de 355 à 378 jours par l'insertion d'un mois intercalaire régulier en février. Lorsque César décréta la réforme, probablement après son retour de sa campagne africaine à la fin de quintilis (juillet), il ajouta 67 autres jours en intercalant deux mois intercalaires exceptionnels entre novembre et décembre. Cicéron nomme ces mois intercalaris prior et intercalaris posterior dans une lettre écrite à cette époque ; leur longueur respective est inconnue, tout comme la position des nones et des ides lors de chacun de ces mois. L'année 45 av. J.-C. fut la première année d'application régulière du nouveau calendrier julien.
| Année A.U.C. | Année consulaire                              | Mois                   | Nombre de jours | Nombre de jours | Nombre de jours |
| ------------ | --------------------------------------------- | ---------------------- | --------------- | --------------- | --------------- |
| 707          | C. Iulius Caesar III et M. Aemilius Lepidus I | Ianuarius              | 29              | -               | 445             |
| 707          | C. Iulius Caesar III et M. Aemilius Lepidus I | Februarius             | 24              | -               | 445             |
| 707          | C. Iulius Caesar III et M. Aemilius Lepidus I | Mensis intercalaris    | 27              | -               | 445             |
| 708          | C. Iulius Caesar III et M. Aemilius Lepidus I | Martius                | 31              | 365             | 445             |
| 708          | C. Iulius Caesar III et M. Aemilius Lepidus I | Aprilis                | 29              | 365             | 445             |
| 708          | C. Iulius Caesar III et M. Aemilius Lepidus I | Maius                  | 31              | 365             | 445             |
| 708          | C. Iulius Caesar III et M. Aemilius Lepidus I | Iunius                 | 29              | 365             | 445             |
| 708          | C. Iulius Caesar III et M. Aemilius Lepidus I | Quintilis              | 31              | 365             | 445             |
| 708          | C. Iulius Caesar III et M. Aemilius Lepidus I | Sextilis               | 29              | 365             | 445             |
| 708          | C. Iulius Caesar III et M. Aemilius Lepidus I | September              | 29              | 365             | 445             |
| 708          | C. Iulius Caesar III et M. Aemilius Lepidus I | October                | 31              | 365             | 445             |
| 708          | C. Iulius Caesar III et M. Aemilius Lepidus I | November               | 29              | 365             | 445             |
| 708          | C. Iulius Caesar III et M. Aemilius Lepidus I | Intercalaris prior     | 67              | 365             | 445             |
| 708          | C. Iulius Caesar III et M. Aemilius Lepidus I | Intercalaris posterior | 67              | 365             | 445             |
| 708          | C. Iulius Caesar III et M. Aemilius Lepidus I | December               | 29              | 365             | 445             |
| 709          | Q. Fabius Maximus et C. Trebonius             | Ianuarius              | 31              | 365             | 365             |
| 709          | Q. Fabius Maximus et C. Trebonius             | Februarius             | 28              | 365             | 365             |
| 709          | Q. Fabius Maximus et C. Trebonius             | Dix mois suivants      | 306             | 365             | 365             |

### Réforme de la longueur des mois et de l'année
Censorin décrit la réforme comme suit :
| « […] nam intercalario mense sublato, annum civilem ad Solis cursum formavit. Itaque diebus CCCLV addidit X, quos per septem menses, qui dies undetricenos habebant, ita distribuit, ut januario, et sextili, et decembri bini accederent, cæteris singuli : eosque dies extremis partibus mensium adposuit, ne scilicet religiones sui cujusque mensis a loco submoverentur. Quapropter nunc cum in septem mensibus dies singuli et triceni sint, quatuor tamen illi ita primitus instituti eo dinoscuntur, quod nonas habent septimanas : cæteri, quintanas. Præterea pro quadrante dici, qui annum verum suppleturus videbatur, instituit, ut, peracto quadriennii circuitu, dies unus, ubi mensis quondam solebat, post Terminalia intercalaretur ; quod nunc Bisextum vocatur ». Censorinus, De Die natali, XXI. | « Il [Jules César] supprima le mois intercalaire et établit l'année civile d'après le cours du Soleil. À cet effet, aux trois cent cinquante-cinq jours de l'année, il en ajouta dix, qu'il répartit entre les sept mois de vingt-neuf jours, de manière qu'il y eût deux jours de plus en janvier, en août et en décembre, et un seulement dans les autres mois ; et il plaça ces jours supplémentaires à la fin des mois, pour que les fêtes religieuses de chaque mois ne fussent point dérangées. C'est pour cette raison qu'aujourd'hui, où l'on a sept mois de trente-et-un jours, il y en a pourtant quatre qui ont retenu de l'ancienne institution cette particularité, que les nones y tombent le septième jour, tandis que les autres les ont au cinquième. Enfin, pour tenir compte du quart de jour qui paraissait devoir compléter l'année réelle, César ordonna qu'après chaque révolution de quatre années, on ajoutât, après les Terminalies, au lieu de l'ancien mois [intercalaire], un jour intercalaire, qu'on nomme aujourd'hui bissexte ». Censorin, Du jour natal, 21. |

Macrobe dit de même :
| « Julius ergo Caesar decem dies observationi veteri superadjecit ; ut annum trecenti sexaginta quinque dies, quibus sol zodiacum lustrat, efficerent : et, ne quadrans deesset, statuit, ut quarto quoque anno sacerdotes, qui curabant mensibus ac diebus, unum intercalarent diem ; eo scilicet mense ac loco, quo etiam apud veteres intercalabatur, id est, ante quinque ultimos Februarii mensis dies ; idque bisextum censuit nominandum. Dies autem decem, quos ab eo additos diximus, hac ordinatione distribuit : in Januarium, et Sextilem, et Decembrem, binos dies inseruit ; in Aprilem autem, Junium, Septembrem, Novembrem, singulos. Sed neque mensi Februario addidit diem, ne deo infero religio immutaretur : et Martio, Maio, Quintili, Octobri servavit pristinum statum ; quod satis pleno erant numero, id est, dierum singulorum tricenorumque. Ideo et septimanas habent Nonas, sicut Numa constituit, quia nihil in his Julius mutavit. Sed Januarius, Sextilis, December, quibus Caesar binos dies addidit, licet tricenos singulos habere post Caesarem coeperint, quintanas tamen habent Nonas ; et ab Idibus illis sequentes Kalendae in undevicesimum revertuntur : quia Caesar, quos addidit dies, neque ante Nonas, neque ante Idus inserere voluit, ne Nonarum aut Iduum religionem, quae stato erant die, novella comperendinatione corrumperet. Sed nec post Idus mox voluit inferre, ne feriarum quarumque violaretur indictio. Sed peractis cujusque mensis feriis, locum diebus advenis ferit ». Flavius Macrobius Ambrosius, Convivia primi diei Saturnaliorum, XIV. | « Jules César ajouta donc dix jours à l'ancienne année, pour que l'année embrassât les trois cent soixante-cinq jours que le Soleil emploie à parcourir le zodiaque ; et, afin de ne pas négliger le quart de journée restant, il établit que, tous les quatre ans, les prêtres qui présidaient aux mois et aux jours intercaleraient un jour dans le même mois et au même lieu où les anciens intercalaient, c'est-à-dire avant les cinq derniers jours de février ; et il appela cette opération le bisextum. Quant aux dix jours que nous avons dit avoir été ajoutés par lui, voici dans quel ordre il les distribua. Il ajouta deux jours aux mois de janvier, sextilis et décembre, et un jour aux mois d'avril, juin, septembre et novembre ; mais il n'ajouta point de jour au mois de février, pour ne pas porter atteinte au culte des dieux infernaux. Mars, mai, quintilis et octobre restèrent dans leur ancien état, comme ayant un nombre suffisant de jours, c'est-à-dire trente-et-un. César n'ayant rien changé à ces mois, leurs nones restèrent au septième jour, comme Numa l'avait établi ; janvier, sextilis et décembre, auxquels il ajouta deux jours, quoique depuis cette époque ils en eussent trente-et-un, continuèrent à compter cinq jours de nones. Les calendes qui les suivent sont fixées dix-neuf jours après leurs ides, parce que César ne voulut insérer les jours qu'il ajouta, ni avant les nones, ni avant les ides, pour ne pas troubler, par une nouvelle énumération, le rite religieux fixé à ces époques. Il ne voulut pas non plus placer ces jours immédiatement après les ides, pour n'avoir à troubler aucune férie dans le rang qui lui était assigné ; mais il plaça ces jours nouveaux après toutes les féries de chaque mois écoulées ». Macrobe, Les Saturnales, 14. |

Ainsi, pour résumer ces modifications :
- le calendrier julien conserve les douze mois du calendrier romain républicain ;
- le début de l'année consulaire est fixé au 1er janvier (date d'élection des consuls de Rome) à la place de mars, comme établi depuis 153 av. J.-C.[4] ;
- l'année normale comporte 365 jours, et une année bissextile tous les 4 ans comporte un jour de plus ;
- Martius, Maius, Quintilis et October restent des mois pleins de trente et un jours ;
- trois mois caves (Ianuarius, Sextilis et December) deviennent des mois pleins de trente et un jours ;
- chaque autre mois cave gagne un jour, sauf février.

| Ianuarius  | 31 jours                      |
| Februarius | 28 jours (29 si bissextile)   |
| Martius    | 31 jours                      |
| Aprilis    | 30 jours                      |
| Maius      | 31 jours                      |
| Iunius     | 30 jours                      |
| Quintilis  | 31 jours                      |
| Sextilis   | 31 jours                      |
| September  | 30 jours                      |
| October    | 31 jours                      |
| November   | 30 jours                      |
| December   | 31 jours                      |
| TOTAL      | 365 jours (366 si bissextile) |

Macrobe prétend que ces jours additionnels furent ajoutés immédiatement après le dernier jour de chacun de ces mois pour éviter de déplacer des fêtes établies. Cependant, comme les dates romaines après les ides d'un mois étaient comptées à rebours relativement au début du mois suivant, ces jours supplémentaires eurent pour effet d'augmenter le compte initial du jour situé juste après les Ides. Les Romains de l'époque nés après les Ides d'un tel mois réagirent différemment à ce changement de leur date d'anniversaire. Marc Antoine la conserva au 14e jour de januarius, ce qui la fit passer de a.d. XVII Kal. Feb. (c'est-à-dire : « ante diem XVII », « avant jour 17 », « 17e jour avant (les Calendes de février) »), à a.d. XIX Kal. Feb., une date qui n'existait pas auparavant. Livie la conserva à a.d. III Kal. Feb., ce qui la décala du 28e au 30e jour de januarius, un jour qui n'existait pas auparavant non plus. Auguste conserva la sienne au 23e jour de september, mais les deux dates, l'ancienne a.d. VIII Kal. Oct. et la nouvelle a.d. IX Kal. Oct., étaient célébrées à certains endroits.

### Intercalation
Un jour intercalaire est inséré tous les quatre ans afin de mieux approcher l'année tropique (environ 365,2422 jours). L'année où un jour supplémentaire est intercalé compte 366 jours. En moyenne, une année du calendrier julien dure donc 365,25 jours.
L'ancien mensis intercalaris fut aboli. Le nouveau jour intercalaire fut inséré en février. La position exacte du jour bissextile dans le calendrier julien original n'est pas connue avec certitude. En 238, Censorinus déclarait qu'il était inséré après les Terminalies (23 février). Il était donc suivi des cinq derniers jours de février, c'est-à-dire a. d. VI, V, IV, III et prid. Kal. Mart. (ces jours correspondent aux 24 à 28 février dans une année commune et aux 25 à 29 février dans une année bissextile). Il est vraisemblable que ce jour intercalaire ne remplaçait pas le 24 février, mais redoublait le 23 février (sixième jour des calendes de mars), afin de ne pas modifier les commémorations des cinq derniers jours de février. Il fut ainsi appelé ante diem bis sextum Kalendas Martias, généralement abrégé en a.d. bis VI Kal. Mart. (c'est-à-dire « sixième double (bis) jour / sixième jour doublé, avant les calendes de mars » ; l'année qui le contenait fut appelée annus bissextus.
Tous les auteurs ultérieurs, comme Macrobe vers 430, Bède en 725, et les computistes médiévaux, suivirent cette règle.
Le calendrier liturgique de l'Église catholique romaine la suivit jusqu'en 1970.
Les jours des mois ne furent numérotés de façon consécutive qu'à la fin du Moyen Âge. Le jour bissextile fut alors considéré comme le dernier jour de février, c'est-à-dire le 29 février.
Nota bene : l'année julienne moyenne de 365,25 jours est un peu plus longue que l'année tropique de 365,2422 jours. Cette différence conduira à la réforme du calendrier grégorien en 1582.

## Application du calendrier julien
Sauf précision contraire, les dates de cet article sont sous-entendues « avant l'ère commune », c'est-à-dire « avant Jésus-Christ ».

### Corrections d'Auguste
Bien que l'intercalation julienne soit plus simple que celle du calendrier romain, elle fut, semble-t-il, mal appliquée au début. Apparemment, les pontifes comprirent mal la méthode et ajoutèrent un jour intercalaire tous les trois ans, et non tous les quatre. Auguste, Pontifex Maximus, corrigea cette erreur en omettant plusieurs années bissextiles pour réaligner l'année civile sur le Soleil.
La suite des années bissextiles de cette période n'est donnée explicitement par aucune source ancienne, même si l'existence d'un cycle trisannuel est confirmée par une inscription datant de 9 ou 8. Le chronologiste Joseph Scaliger établit en 1583 que la réforme d'Auguste fut instituée en 8 et en déduisit que les années bissextiles furent 42, 39, 36, 33, 30, 27, 24, 21, 18, 15, 12, 9 av. J.-C., 4 ap. J.-C., 8, 12., etc. Cette proposition est toujours la plus acceptée. Il a parfois été suggéré que la première année de la réforme julienne, 45 av. J.-C., était également bissextile.
D'autres solutions ont été proposées. En 1614, Kepler émit l'hypothèse que la suite correcte était 43, 40, 37, 34, 31, 28, 25, 22, 19, 16, 13, 10 av. J.-C., 4 ap. J.-C., 8, 12, etc.
En 1883, le chronologiste allemand Matzat proposa 44, 41, 38, 35, 32, 29, 26, 23, 20, 17, 14, 11 av. J.-C., 4 ap. J.-C., 8, 12, etc., sur la base d'un passage de Dion Cassius mentionnant un jour intercalaire en 41 av. J.-C. prétendument « contraire à la règle [de César] ».
Dans les années 1960, Radke argumenta que la réforme fut instituée lorsque Auguste devint pontifex maximus en 12 av. J.-C., suggérant la suite 45, 42, 39, 36, 33, 30, 27, 24, 21, 18, 15, 12 av. J.-C., 4 ap. J.-C., 8, 12., etc. Dans tous les cas, selon Radke, le calendrier romain fut à nouveau aligné avec le calendrier julien à partir du 26 février 4 ap. J.-C.
En 1999 fut découvert un papyrus égyptien donnant une éphéméride de l'année 24 av. J.-C. pour les dates romaines et égyptiennes, suggérant la séquence 44, 41, 38, 35, 32, 29, 26, 23, 20, 17, 14, 11, 8 av. J.-C., 4 ap. J.-C., 8, 12, etc., proche de celle proposée par Matzat.

### Modifications par Auguste
Jules César fut assassiné en 44 av. J.-C., puis divinisé dès ses funérailles. Pour perpétuer son souvenir, Marc Antoine, alors consul, ordonna de renommer Quintilis en Julius, parce qu'il s'agissait du mois de sa naissance et que les mois précédents portent ceux de divinités (Ianuarius, Februarius, Martius, Aprilis, Maius et Iunius). Après la réforme augustine, le Sénat décida, en 8 av. J.-C., d'honorer Auguste en renommant Sextilis en Augustus. Selon un sénatus-consulte cité par Macrobe, ce mois fut choisi parce qu'Auguste était le successeur de César et que de nombreux événements liés à son accession au pouvoir s'étaient produits ce mois-là.
D'après une théorie de Joannes de Sacrobosco, Sextilis ne comportait que 30 jours ; or Auguste ne pouvait être honoré par un mois plus court que celui dédié à César (Julius comportant 31 jours). On modifia donc la durée de Sextilis pour la porter à 31 jours, et la durée des mois suivants fut modifiée pour respecter l'alternance. Enfin, pour conserver la durée de l'année normale à 365 jours, un jour fut enlevé à Februarius. Cette théorie est contredite par les écrits de Censorin et Macrobe, ainsi que d'autres sources comme celle d'un papyrus égyptien de 24 av. J.-C. donnant un mois de Sextilis de 31 jours.

### Autres tentatives de modifications
D'autres mois furent renommés par d'autres empereurs, mais aucun changement n'a survécu à leur mort.
- Caligula renomma September en Germanicus.
- Néron renomma Aprilis en Neroneus, Maius en Claudius et Junius en Germanicus.
- Domitien renomma September en Germanicus et October en Domitianus. September fut également rebaptisé Antoninus (en l'honneur d'Antonin le Pieux) et Tacitus (pour Marcus Claudius Tacite), November en Faustina (Faustine l'Ancienne).
- Commode rebaptisa la totalité des douze mois par ses noms et désignations : Amazonius, Invictus, Felix, Pius, Lucius, Aelius, Aurelius, Commodus, Augustus, Herculeus, Romanus et Exsuperatorius.

Bien plus tard, Charlemagne renomma également les mois en vieux haut-allemand, mais cette opération fut plus pérenne que celle des empereurs romains. Ces noms furent utilisés jusqu'au XVe siècle en Allemagne et aux Pays-Bas, et jusqu'au XVIIIe siècle avec quelques modifications. De janvier à décembre : Wintarmanoth (mois de l'hiver), Hornung (pousse des cornes), Lentzinmanoth (mois du printemps), Ostarmanoth (mois de Pâques), Wonnemanoth (mois des merveilles), Brachmanoth (mois des jachères, c'est-à-dire où on laboure les champs précédemment laissés en jachère), Heuvimanoth (mois des foins), Aranmanoth (mois des épis / des moissons), Witumanoth (mois du bois), Windumemanoth (mois des vendanges), Herbistmanoth (mois de l'automne) et Heilagmanoth (mois saint).

### Introduction de la semaine de sept jours
Le décompte des ides et des calendes comportait une « semaine » commerçante de huit jours ou nundines. La semaine de sept jours apparaît déjà sous Auguste, au Ier siècle av. J.-C. Chaque jour est placé sous la tutelle d'un astre : Saturne, Soleil, Lune, etc. Le cycle hebdomadaire est un héritage oriental – Perse, Babylone, Chaldée, Syrie – transmis par la coutume juive. Il est utilisé concurremment aux nundines dans le Chronographe de 354. Il s'impose progressivement sous l'influence du christianisme et est adopté définitivement au IVe siècle apr. J.-C. Constantin introduit en 321 le dimanche comme jour férié.

## Origines des années ou «ères»

### Les datations consulaires
Divers systèmes d'identification des années ont été employés avec le calendrier julien. Pour les Romains, la méthode dominante consistait à nommer chaque année d'après les deux consuls (dits consuls éponymes) qui, depuis l'an 153 av. J.-C., prenaient leur office le 1er janvier de chaque année. Les Romains utilisèrent aussi parfois l'année de règne de l'empereur ; vers la fin du IVe siècle, les documents étaient de plus datés selon le cycle de 15 ans de l'indiction.
En 537, Justinien imposa la mention du nom de l'empereur et de son année de règne, combinée avec la mention de l'indiction et du consul éponyme, tout en autorisant l'usage d'ères locales.
En 309 et 310, ainsi qu'à certaines dates ultérieures, aucun consul ne fut appointé. Dans ce cas, la date consulaire était donnée en indiquant le nombre d'années depuis le dernier consul (datation post-consulaire). Après 541, seul l'empereur fut titulaire du consulat, typiquement pendant une seule année, et la datation postconsulaire devint la norme. Le système, obsolète, fut formellement aboli par Léon VI en 888.

### La datationab Urbe condita
La datation ab Urbe condita (AUC, « à partir de la fondation de la Ville ») ne fut que rarement utilisée pour désigner les années. Cette méthode servait aux historiens romains pour déterminer le nombre d'années entre deux événements et différents historiens pouvaient utiliser différentes dates.

### Diverses ères locales
L'adoption du calendrier julien conduisit à plusieurs ères locales, comme l'ère d'Actium ou ère hispanique qui prend pour origine l'établissement de la Pax romana en Hispanie, le 1er janvier 38 av. J.-C., et certaines furent utilisées durablement. L'ère des Martyrs, également nommée anno Diocletiani, commence avec l'intronisation de Dioclétien, le Grand Persécuteur, le 11 septembre 284. Elle fut utilisée par les chrétiens d'Alexandrie pour dater leurs Pâques pendant le IVe siècle et le Ve siècle, et elle continue de l'être par les Églises copte et éthiopienne.
Dans l'est de la Méditerranée, les efforts des chronographes chrétiens tel qu’Anien d'Alexandrie pour dater la création du monde d’après la Bible conduisirent à l’introduction de diverses ères Anno Mundi fondée sur cet événement. La plus importante est l’Etos Kosmou, utilisée dans le monde byzantin à partir du Xe siècle et en Russie jusqu'en 1700, qui fixe son origine à la date supposée de la Création, le 1er mars 5509 av. J.-C.

### L'ère moderne ou «ère de l'Incarnation»
En Occident, aux alentours de 527, Denys le Petit proposa le système de l’anno Domini, « année du Seigneur », qui s'est graduellement répandu dans le monde chrétien : les années étaient numérotées à partir :
- soit de la date supposée de l'annonciation du Christ, (ou Incarnation), le 25 mars de l'an 753 AUC, 
- soit à partir de la date supposée de sa naissance, le 25 décembre de l'an 753 AUC. 
Pour des raisons pratiques, le début de l’Ère de l'Incarnation fut reporté à l'année julienne commençant le 1er janvier de l'an 754 AUC, comptée comme An 1 de l'Ère de l'Incarnation.
La suprématie mondiale des nations « chrétiennes », ou marquées par le christianisme, a imposé universellement l'« ère de l'Incarnation » pour les usages civils et elle constitue la norme actuelle de datation (à l'exception de la date julienne utilisée dans certains domaines scientifiques).

## Jour de l'an
L'année consulaire du calendrier romain débutait le 1er janvier depuis 153 av. J.-C. et elle ne fut pas modifiée par la réforme julienne (d'autres calendriers pouvaient débuter un autre jour, comme l'année religieuse ou l'année traditionnelle).
Des calendriers locaux alignés sur le calendrier julien conservèrent une date de début d'année différente. En Égypte, le calendrier alexandrin débutait le 29 août (le 30 août après une année bissextile), suivant en cela la tradition du calendrier pharaonique, qui fixait le début de l'année au lever de Sothis marquant le début de la crue du Nil.
Plusieurs calendriers provinciaux locaux alignèrent le début d'année sur l'anniversaire de l'empereur Auguste, le 23 septembre.
L'indiction provoqua l'adoption du 1er septembre comme début d'année dans l'Empire byzantin ; cette date est toujours utilisée dans l'Église orthodoxe pour le début de l'année liturgique. Lorsque Vladimir Ier de Kiev adopta le calendrier julien en 988, l'année fut numérotée Anno Mundi 6496 et débuta le 1er mars, six mois après le début de l'Anno Mundi byzantine de même millésime.
En 1492 (Anno Mundi 7000), Ivan III réaligna le début d'année au 1er septembre ; l'Anno Mundi 7000 ne dura donc que six mois en Russie, du 1er mars au 31 août 1492.
Pendant le Moyen Âge, dans les régions d'Europe de l'Ouest affiliées à l'Église catholique romaine, les calendriers, pour des nécessités civiles, continuèrent à afficher les mois en 12 colonnes de janvier à décembre, en débutant au 1er mars (style vénitien) ou au 1er janvier (style de la Circoncision de Jésus), l’Église y ajoutant une année lunaire pour déterminer les fêtes religieuses. Cependant, la plupart de ces pays commencèrent la numérotation de l'année à une fête religieuse importante, comme le 25 décembre (style de la Nativité de Jésus), le 25 mars (style florentin ou style de l'Annonciation, d'où une des hypothèses d'origine de la tradition du poisson d'avril commémorant l'usage de s'échanger des cadeaux en début d'année de ce style), voire à Pâques (style de Pâques) comme dans certaines régions françaises.
Au IXe siècle, le 25 mars fut utilisé comme début d'une nouvelle année dans le Sud de l'Europe. Cette pratique s'étendit à la plus grande partie du continent à partir du XIe siècle et en Angleterre à la fin du XIIe siècle. Par exemple, les archives parlementaires anglaises enregistrèrent l'exécution de Charles Ier le 30 janvier 1648, même si la date correspond à ce qui serait actuellement considéré comme le 30 janvier 1649.
La plupart des pays d'Europe de l'Ouest déplacèrent le jour de l'an au 1er janvier avant leur adoption du calendrier grégorien (voire avant sa création en 1582), principalement pendant le XVIe siècle. La liste suivante en donne quelques exemples :
- 1522 : République de Venise
- 1529 : Suède
- 1544 : Saint-Empire romain germanique
- 1556 : Espagne, Portugal
- 1559 : Prusse, Danemark
- 1564 : France à la suite de l'édit de Roussillon signé par Charles IX
- 1576 : Pays-Bas du Sud
- 1579 : Duché de Lorraine
- 1583 : Provinces-Unies
- 1600 : Écosse
- 1700 : Russie
- 1721 : Toscane
- 1752 : Grande-Bretagne

## Réforme grégorienne et désuétude du calendrier julien

### Réforme grégorienne
Le calendrier julien fut d'utilisation commune depuis l'époque de l'Empire romain, en Afrique du nord jusqu'à la conquête arabe (où il est supplanté par le calendrier hégirien) et en Europe, jusqu'en 1582, lorsque le pape Grégoire XIII promulgua le calendrier grégorien. Cette réforme était rendue nécessaire par l'excès de jours intercalaires du système julien par rapport aux saisons astronomiques. En moyenne, les solstices et les équinoxes avancent de 11 minutes par an par rapport à l'année julienne. Hipparque et peut-être Sosigène avaient déjà pris conscience de ce décalage, mais il ne fut probablement pas jugé important à l'époque de la réforme julienne. Cependant, le calendrier julien se décale d'un jour en 134 ans. En 1582, il était décalé de dix jours par rapport au Soleil. Il en résultait un déplacement de plus en plus important vers l'été de la date de Pâques, fête du printemps et du renouveau, fondamentale dans le calendrier liturgique romain.
La réforme grégorienne eut pour objet de :
- rétablir l'alignement du calendrier avec le Soleil ;
- définir un système d'intercalation qui ajuste l'année calendaire sur l'année tropique avec plus de précision ;
- définir un calcul de la date de Pâques en accord avec le nouveau calendrier et conforme aux prescriptions du premier concile de Nicée.

### Permanences religieuses du calendrier julien
Si, pour les usages civils, tous les pays de culte majoritairement orthodoxe (essentiellement en Europe de l'Est et du Sud-Est) adoptèrent le calendrier grégorien avant 1927, ce n'est pas le cas de leurs Églises nationales. En mai 1923, le congrès panorthodoxe de Constantinople, proposa un calendrier julien révisé, constitué d'une partie solaire identique au calendrier grégorien (et qui le restera jusqu'en 2800) et d'une partie lunaire calculant la date de Pâques par observation astronomique à Jérusalem. Les Églises orthodoxes refusèrent toutes la partie lunaire. Presque toutes les Églises orthodoxes continuent de célébrer Pâques selon le calendrier julien (seule l'Église orthodoxe de Finlande utilise le calendrier grégorien).
La partie solaire du calendrier julien révisé ne fut acceptée que par quelques Églises orthodoxes, dans l'espoir d'un meilleur dialogue avec l'Église d'Occident[réf. souhaitée] : le patriarcat œcuménique de Constantinople, les patriarcats d'Alexandrie et d'Antioche, les Églises orthodoxes de Grèce, Chypre, Roumanie, Pologne, Bulgarie (en 1963) en Amérique (certaines paroisses y ont toujours le droit d'utiliser le calendrier julien). Les Églises orthodoxes de Jérusalem, Russie, Macédoine, Serbie, Géorgie et Ukraine (jusqu'au 1er septembre 2023) continuent d'utiliser le calendrier julien (ainsi que certaines Églises schismatiques, vieilles-calendaristes) ainsi que le Patriarcat arménien de Jérusalem et l'Ancienne Église de l'Orient. Elles fêtent par exemple la Nativité le 25 décembre julien, c'est-à-dire le 7 janvier grégorien (jusqu'en 2100). Certaines paroisses occidentales de l'Église orthodoxe russe célèbrent la Nativité le 25 décembre grégorien, ainsi que celles des orthodoxes bulgares d'Amérique, avant et après le transfert en 1976 de ce diocèse de l'Église orthodoxe russe hors frontières à l'Église orthodoxe en Amérique.
Une variante du calendrier julien est utilisée en Égypte, en matière liturgique, par le calendrier copte.

### Permanences civiles du calendrier julien
Outre les Églises déjà citées, le calendrier julien demeure utilisé en Afrique du Nord dans le monde rural en particulier : il a toujours été utilisé dans un but agricole, c'est pourquoi il est appelé « calendrier agricole », assana alfilahiya en arabe. Depuis la fin du XXe siècle, il a aussi un but festif car il fixe la fête de Yennayer, premier du mois et de l'année. Les noms des mois ont été arabisés du latin tel qu'on le prononçait en Espagne pendant la période arabo-espagnole : ianuarius devint yanâyer ; februarius : fabrâyer ; martius : mâris ; aprilis : abrîl ; maius : mây ; iunius : yônyô ; iulius : yôlyôz ; augustus : oughoustous (le son g ayant été remplacé par gh qui se prononce comme le r français) ; september devint chotambir ; october : oktôbar ; november : nowanbir ou nofambar (le son v n'existant pas en arabe, il a été remplacé par w comme le w anglais ou français) ; december : dojambir.
Le premier jour de l'année correspond actuellement au 14 janvier du calendrier grégorien, mais il est fêté le 12 en Algérie.
Utilisé par les populations rurales d'Afrique du Nord, berbérophones et arabophones, en même temps que le calendrier grégorien et le calendrier musulman, ce calendrier julien localisé est parfois qualifié aujourd'hui de calendrier berbère (en accord avec une renaissance identitaire culturelle berbère).